# Gulhuvad kubasångare
Gulhuvad kubasångare (Teretistris fernandinae) är en fågel i den nybildade familjen kubasångare inom ordningen tättingar. Som namnet antyder förekommer den på Kuba, men även intilliggande Isla de la Juventud och Cayo Cantiles. Arten beskrivs som vanligt förekommande och beståndet anses vara livskraftigt.

## Utseende
Gulhuvad kubasångare är en 13 cm sångarlik tätting. Fjäderdräkten är typisk med gult huvud och kontrasterande grå ovansida och gråvit undersida. Runt det mörka ögat syns en gul ögonring. Den något nedåtböjda näbben är svart, längst in på undre näbbhalvan grå. Könen är lika och ungfågelns dräkt har inte beksrivits.

## Läten
Under häckningstid hörs artens enkla drillande sång, ibland uppblandade med gärdsmygsliknande tjattrande ljud. Bland lätena hörs vanligen upprepade snabba och ljusa tjatter, ibland beskrivna som raspiga drillar.

## Utbredning och systematik
Arten förekommer i skogsundervegation på västra Kuba, Isla de la Juventud och Cayo Cantiles. Den behandlas som monotypisk, det vill säga att den inte delas in i några underarter.

### Familjetillhörighet
Fram tills nyligen placerades arten tillsammans med sin nära släkting Teretistris fornsi i familjen skogssångare (Parulidae), därav det tidigare svenska trivialnamnet gulhuvad skogssångare. DNA-studier visar dock att de båda utgör en helt egen utvecklingslinje i en grupp där både skogssångare och trupialer ingår. Troligen är de närmast släkt med den enigmatiska zeledonian. Därför lyfts de allt oftare som här ut i en egen familj, Teretistridae, alternativt i familjen Zeledoniidae tillsammans med zeledonian.

## Levnadssätt
Gulhuvad kubasångare hittas i olika sorters skog med bibehållen undervegetation, men även i snårbuskmarker i halvtorra områden, från låglänta områden till bergstrakter. Den lever av insekter och andra ryggradslösa djur, men även små ödlor. Fågeln födosöker rätt lågt, även på marken, utanför häckningstid ofta i artblandade flockar.

### Häckning
Fågeln häckar mellan mars och juli, med äggläggning april–maj. Det skålformade boet av gräs och rötter placeras rätt lågt i en buske, i en klängväxt eller i sly. Däri lägger den två till tre ägg.

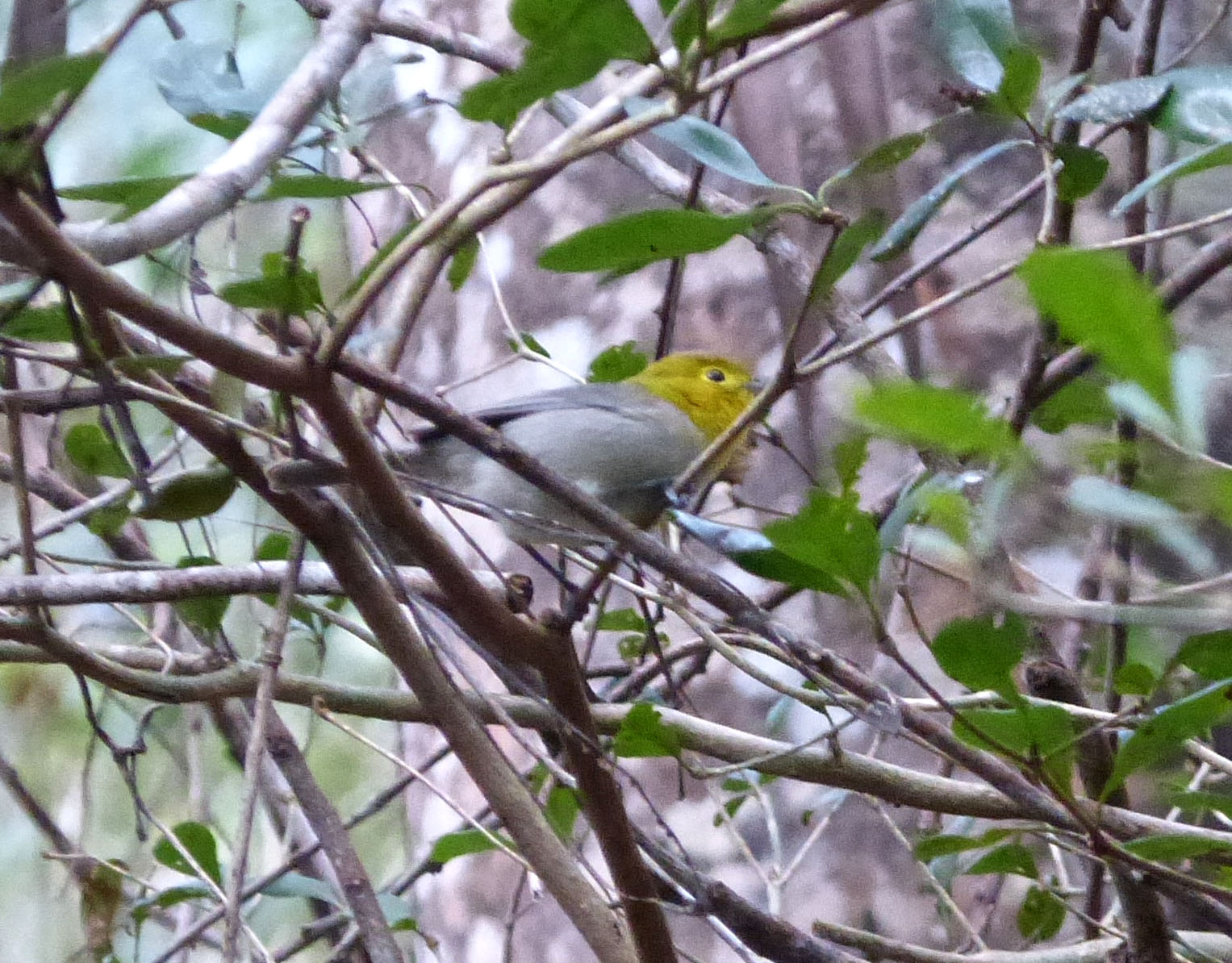

## Status
Trots det begränsade utbredningsområdet och att den tros minska i antal anses beståndet vara livskraftigt av internationella naturvårdsunionen IUCN.  Beståndet har inte uppskattats, men den beskrivs som vanligt förekommande.